# Common Information Model
Das Common Information Model (CIM) ist ein von der Distributed Management Task Force (DMTF) entwickelter und verabschiedeter Standard für das Management von IT-Systemen. Durch ihn soll es vor allem verteilten Anwendungen möglich sein, eine einheitliche anbieter- und plattformunabhängige Managementschnittstelle zur Verfügung zu stellen. Er behandelt das Netz-, System- und Anwendungsmanagement. CIM stellt ein Datenmodell im Managed Object Format (MOF) zur Verfügung, um die Managementinformationen und Funktionen in einem Softwaresystem zu beschreiben. Es ist an keine Implementierung gebunden. Die erste Version des CIM-Schemas erschien am 9. April 1997. Die aktuelle „stabile“ Version v2.23.0 des CIM-Schemas wurde am 22. Oktober 2009 veröffentlicht. CIM ist das Informationsmodell des Web Based Enterprise Managements (WBEM).

## Versionen
- CIM Schema 2.54.0 (26. Oktober 2020)
- CIM Schema 2.38.0 (25. August 2013)
- CIM Schema 2.37.0 (6. Juni 2013)
- CIM Schema 2.36.0 (6. April 2013)
- CIM Schema 2.35.1 (6. April 2013)
- CIM Schema 2.35.0 (7. Januar 2013)
- CIM Schema 2.24.0  (20. Januar 2010)
- CIM Schema 2.23.0  (22. Oktober 2009)
- CIM Schema 2.22.0  (25. Juni 2009)
- CIM Schema 2.21.0  (19. März 2009)
- CIM Schema 2.20.1  (16. Februar 2009)
- CIM Schema 2.20    (17. November 2008)
- CIM Schema 2.19.1  (8. Oktober 2008)
- CIM Schema 2.19    (30. Juli 2008)
- CIM Schema 2.18.1  (20. Juni 2008)
- CIM Schema 2.17    (14. Dezember 2007)
- CIM Schema 2.16    (13. August 2007)
- CIM Schema 2.15    (17. April 2007)
- CIM Schema 2.14    (4. Dezember 2006)
- CIM Schema 2.13.1  (16. November 2006)
- CIM Schema 2.13    (7. September 2006)
- CIM Schema 2.12    (20. April 2006)
- CIM Schema 2.11    (20. Dezember 2005)
- CIM Schema 2.10.1  (3. Oktober 2005)
- CIM Schema 2.9.1   (21. Februar 2005)
- CIM Schema 2.9.0   (5. Januar 2005)
- CIM Schema 2.9     (27. Juli 2004)
- CIM Schema 2.8.1   (15. März 2004)
- CIM Schema 2.8     (15. Februar 2004)
- CIM Schema 2.7.3   (20. Oktober 2004)
- CIM Schema 2.7     (28. August 2003)

Weiterhin bezeichnet Common Information Model (vgl. IEC 61970) einen Standard für die Integration von IT-Systemen in der Energiebranche, herausgegeben von der International Electrotechnical Commission.